# Suchanowe
Suchanowe (ukr. Суханове) – wieś na Ukrainie, w obwodzie chersońskim, w rejonie berysławskim, w hromadzie Myłowe. W 2001 liczyła 416 mieszkańców, spośród których 392 wskazało jako ojczysty język ukraiński, 19 rosyjski, a 5 mołdawski.